# Chynowie
Chynowie (deutsch Chinow) ist ein Dorf im Verwaltungsbezirk Landgemeinde Gniewino (Gnewin)  in der polnischen Woiwodschaft Pommern und gehört zum Powiat Wejherowski (Neustädter Kreis).

## Geographische Lage
Das Dorf liegt in Hinterpommern, in der Nähe der früheren Grenze zu Westpreußen, etwa zwanzig Kilometer nordöstlich von Lauenburg in Pommern, 16 Kilometer westnordwestlich von Wejherowo (Neustadt in Westpreußen) und fünf Kilometer südwestlich des Kirchdorfs Słuszewo (Schluschow).

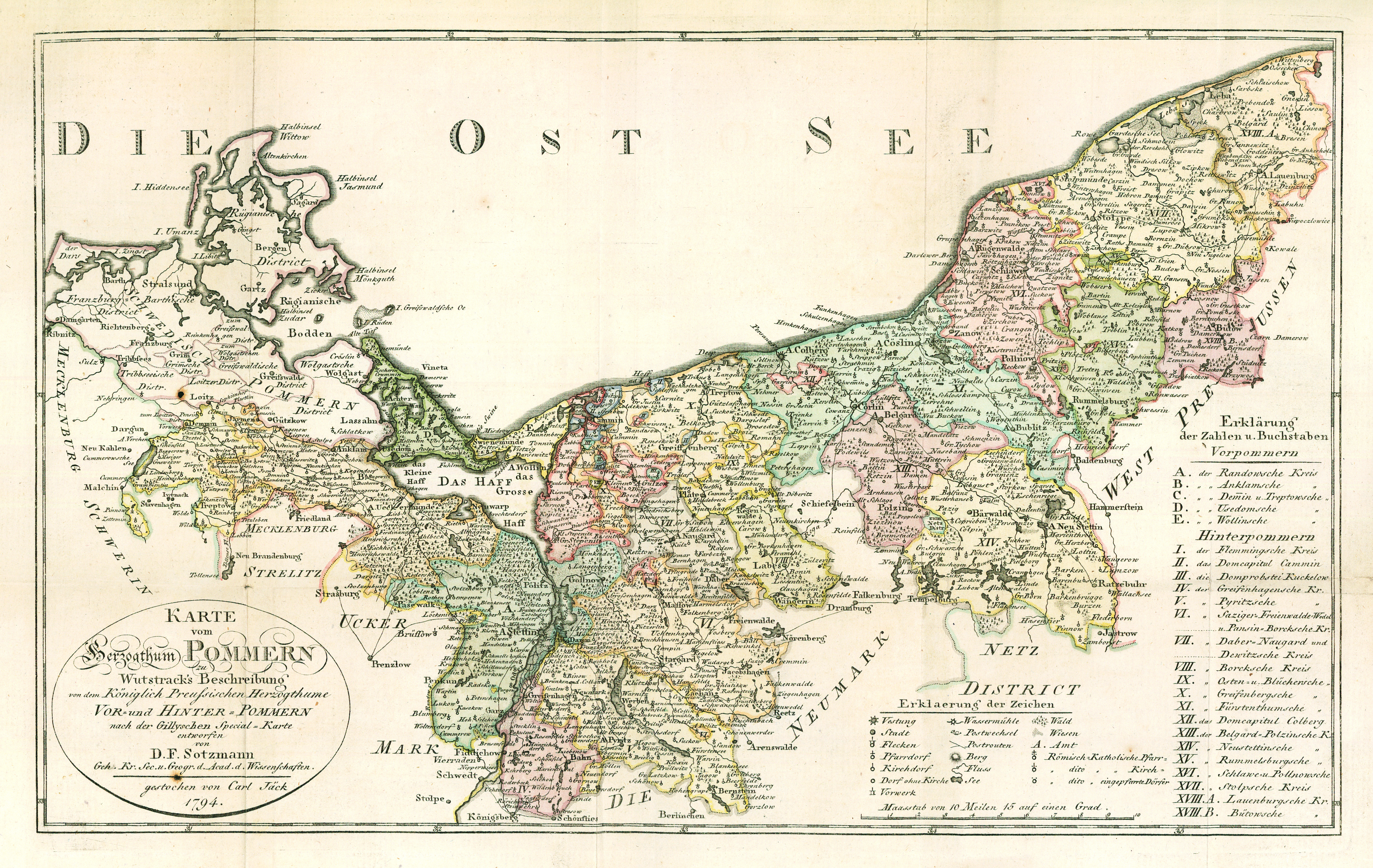
Chinow, als nordöstlicher Grenzort des Herzogtums Vor- und Hinterpommern, nordöstlich von Lauenburg in Pommern und ostsüdöstlich von Leba, auf einer Landkarte von 1794

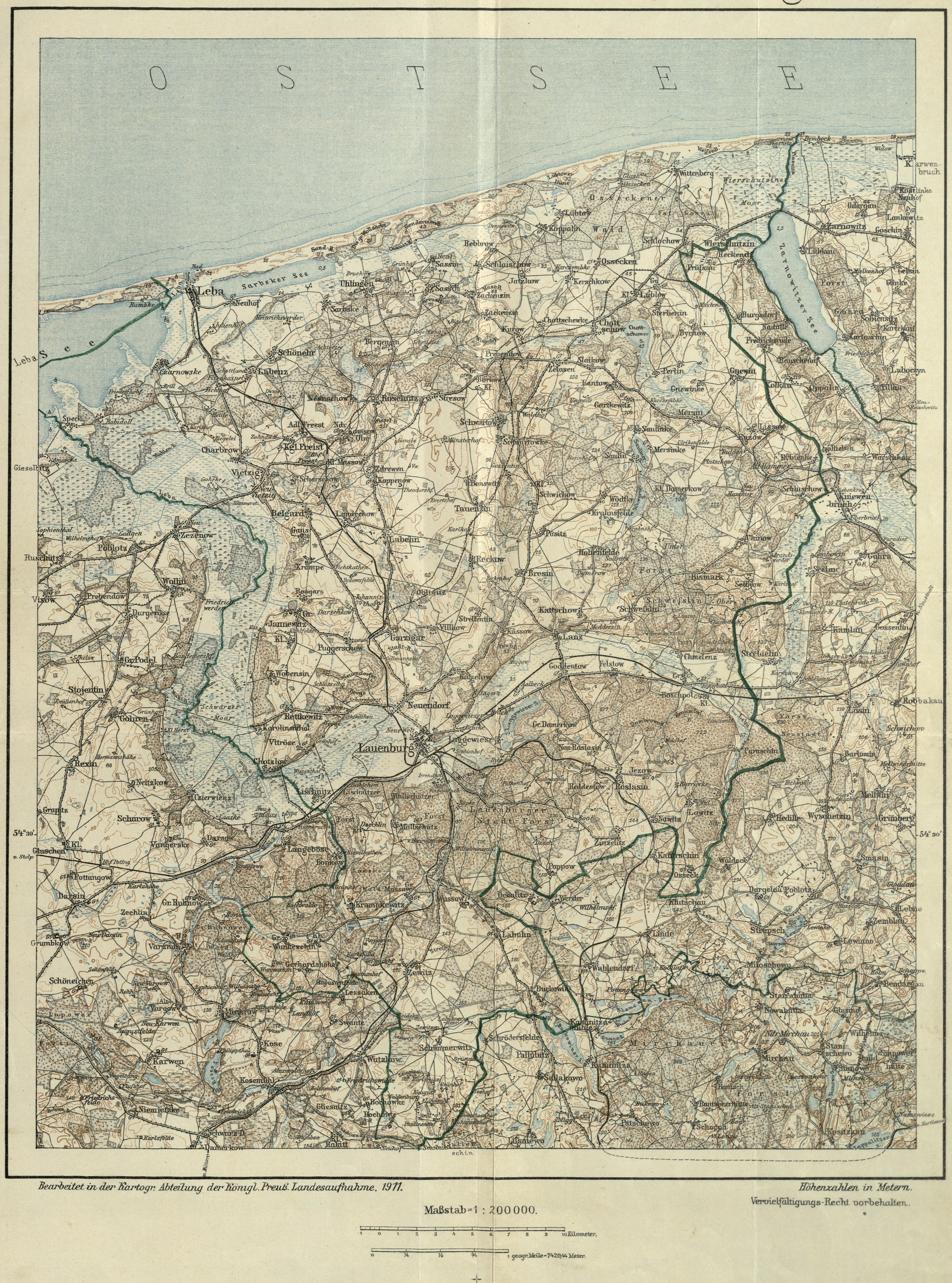
Chinow, nordöstlich der Stadt Lauenburg in Pommern, ostsüdöstlich der Stadt Leba und südwestlich des Zarnowitzer Sees, auf einer Landkarte von 1911

## Geschichte

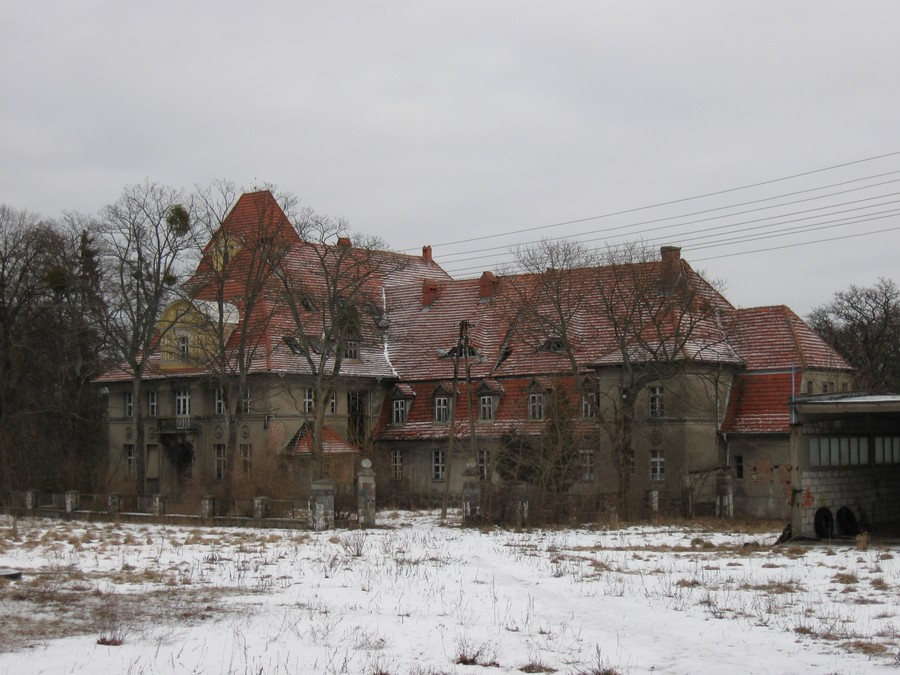
Ehemaliges Gutshaus Chinow (2011)

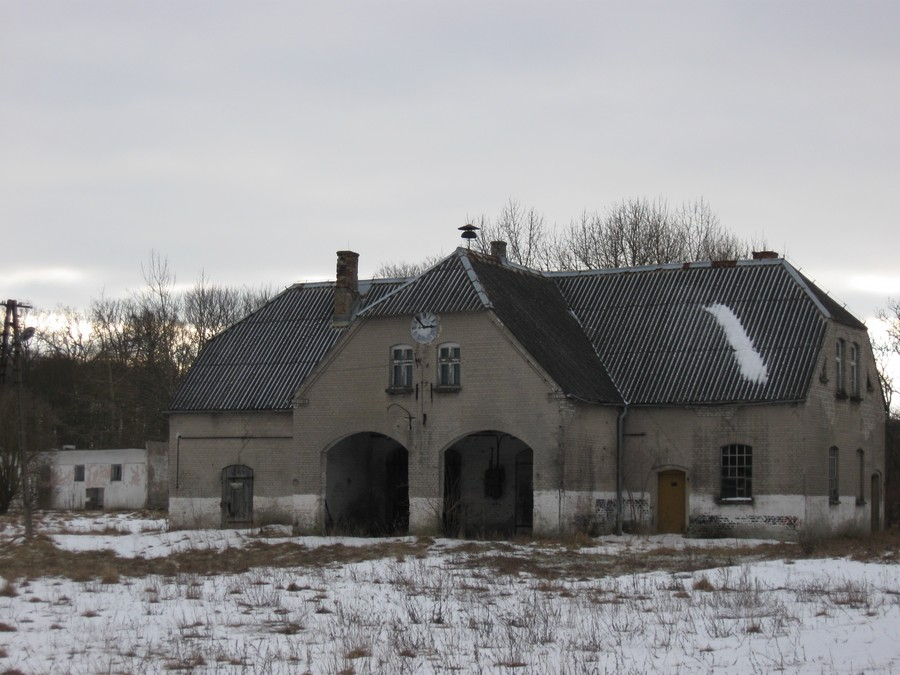
Gebäude der ehemaligen Gutshofs-Schmiede (2011)

Das adlige Landgut Chinow wurde 1383 urkundlich erwähnt, 1402 hatte es dem Deutschen Orden einen Dienst zu leisten. Es war früher Hauptgut eines größeren Güter-Komplexes, zu dem seit 1590 auch Mersin und Saulinke gehörten. Johann Chinow war 1590 Thesaurarius im Camminer Domstift. 1612 war Johann von Chinow Prälat zu Cammin.
Bei der Übernahme der Herrschaft Lauenburg und Bütow gehörten die Chinows zu den Begütertsten des ganzen Bezirks, und bei der Huldigung am 18. Februar 1658 werden sie als Vertreter des Guts Chinow aufgeführt. In ihrem Wappen führten sie über einem roten Balken drei goldene Sterne. Das Geschlecht, später polonisiert, nannte sich auch zeitweise v. Chinowski. Mit Johannes von Chinow ist das Geschlecht 1690 im Mannesstamm ausgestorben.
Im 18. Jahrhundert verschwinden sie von ihrem Erbgut, und  die Besitzerfamilien wechselten seither mehrmals. Am 26. März 1904 wurde Emil Bloch Besitzer von Chinow.
Am 1. April 1927 hatte das Gut Chinow eine Flächengröße von 1279 Hektar, und am 16. Juni 1925 hatte der Gutsbezirk 486 Einwohner.  Am 30. September 1928 wurde der Gutsbezirk Chinow in eine Landgemeinde gleichen Namens umgewandelt.
Anfang der 1930er Jahre hatte die Landgemeinde Chinow eine Flächengröße von 12,8  km². Innerhalb der Gemeindegrenzen standen insgesamt 26 bewohnte Wohnhäuser an drei verschiedenen Wohnstätten:
1. Brandswerder
2. Chinow
3. Karlshof

Um 1935 hatte Chinow einen Gasthof, ein Holzsägewerk und eine Molkerei.
Bis 1945 bildete Chinow eine Landgemeinde Landkreis Lauenburg in Pommern im Regierungsbezirk Köslin der preußischen Provinz Pommern im Deutschen Reich. Chinow war dem Amtsbezirk Bismark zugeordnet.
Gegen Ende des Zweiten Weltkriegs besetzte Anfang März 1945 die Rote Armee die Region. Bald darauf wurde der Kreis Lauenburg von der Sowjetunion zusammen mit ganz Hinterpommern der Volksrepublik Polen zur Verwaltung überlassen. Anschließend begann die Zuwanderung polnischer Zivilisten, von denen die einheimischen Dorfbewohner aus ihren Häusern und Gehöften gedrängt wurden. Der Ortsname Chinow wurde zu Chynowie polonisiert. In der darauf folgenden Zeit wurden die Alteinwohner von der polnischen Administration aus Chinow vertrieben.

### Demographie
| Jahr | Einwohner | Anmerkungen                                            |
| ---- | --------- | ------------------------------------------------------ |
| 1818 | 086       | Dorf, adlige Besitzung                                 |
| 1822 | 113       | mit den Vorwerken Brandswerder und Karlshof            |
| 1852 | 258       | Dorf                                                   |
| 1867 | 243       | Gutsbezirk                                             |
| 1871 | 269       | Gutsbezirk, davon 220 Evangelische und 49 Katholiken   |
| 1910 | 396       | Gutsbezirk                                             |
| 1925 | 486       | darunter 384 Evangelische, 101 Katholiken und ein Jude |
| 1933 | 400       | [ 15 ]                                                 |
| 1939 | 380       | [ 15 ]                                                 |

## Kirche

### Kirchspiel bis 1945
Die vor 1945 hier lebenden Dorfbewohner gehörten mit großer Mehrheit der evangelischen Konfession an. Das evangelische Kirchspiel war in Schluschow.
Das katholische Kirchspiel war in Wierschutzin.

### Polnisches Kirchspiel seit 1945
Die seit 1945 und Vertreibung der einheimischen Dorfbewohner anwesende polnische Einwohnerschaft ist überwiegend katholisch.
Hier lebende evangelische Polen sind dem weit entfernten Pfarramt der Kreuzkirchengemeinde in Stolp in der Diözese Pommern-Großpolen der Evangelisch-Augsburgischen Kirche in Polen zugeordnet, deren nächstgelegene Predigtstätte in Lębork (Lauenburg in Pommern) ist.